# Margarita de Cortona
Santa Margarita de Cortona (Laviano, Umbría, 1247-Cortona, 22 de febrero de 1297) fue una franciscana de la Tercera Orden. Canonizada en 1728, su memoria litúrgica se celebra el 22 de febrero.

## Veneración
León X permite a la ciudad de Cortona de celebrar una fiesta en su honor. En 1623, Urbano VIII extiende este permiso a la Orden Franciscana. En 1728, Benedicto XIII procede a su canonización.